# Apostolisches Vikariat Heliopolis in Ägypten
Das Apostolische Vikariat Heliopolis in Ägypten (lat.: Apostolicus Vicariatus Heliopolis in Aegypto) war ein in Ägypten gelegenes römisch-katholisches Apostolisches Vikariat mit Sitz in Heliopolis (Stadtteil von Kairo). 

## Geschichte
Am 25. Januar 1886 wurde die Apostolische Präfektur Nildelta durch Papst Leo XIII. aus Gebietsabtretungen des Apostolischen Vikariates Ägypten errichtet. Am 13. September 1894 gab die Apostolische Präfektur Nildelta Teile ihres Territoriums zur Gründung der Apostolischen Präfektur Eritrea ab. 
Die Apostolische Präfektur Nildelta wurde am 17. September 1909 durch Papst Pius X. mit der Apostolischen Konstitution Quae rei sacrae zum Apostolischen Vikariat erhoben. Am 27. Januar 1951 wurde das Apostolische Vikariat Nildelta in Apostolisches Vikariat Heliopolis in Ägypten umbenannt.
Das Apostolische Vikariat Heliopolis in Ägypten wurde am 30. November 1987 durch die Kongregation für die orientalischen Kirchen mit dem Dekret Cum olim aufgelöst und das Territorium wurde dem Apostolischen Vikariat Alexandria in Ägypten angegliedert.
Im Jahre 1980 lebten im Gebiet des Apostolischen Vikariates Heliopolis in Ägypten 1.600 Katholiken. Das Apostolische Vikariat war in fünf Pfarreien unterteilt und hatte 70 Priester. Die Liebfrauenbasilika von Heliopolis war die Kathedrale.

## Ordinarien

### Apostolische Präfekten von Nildelta
- Augustin Duret SMA, 1885–1909

### Apostolische Vikare von Nildelta
- Augustin Duret SMA, 1909–1914
- Jules Girard SMA, 1921–1950
- André van den Bronk SMA, 1950–1951

### Apostolische Vikare von Heliopolis in Ägypten
- André van den Bronk SMA, 1951–1952, dann Bischof von Kumasi
- Noël Laurent Boucheix SMA, 1953–1958, dann Bischof von Porto-Novo
- Amand Louis Marie Antoine Hubert SMA, 1959–1978
- Egidio Sampieri OFM, 1978–1987, dann Apostolischer Vikar von Alexandria in Ägypten